# Октябрьский (Пригородный сельсовет)
Октя́брьский — посёлок в Каменском районе Алтайского края, Россия. Административный центр сельского поселения Пригородный сельсовет.

## География
Посёлок находится на равнинной местности, которая изрезана сетью балок и лощин. Территория лесостепная, растут, в основном, берёза и осина, встречается сосна, рябина. Из кустов — смородина, жёлтая акация.
Уличная сеть
В посёлке 2 тракта, 7 улиц и 1 переулок.
Расстояние до
- районного центра Камень-на-Оби 19.5 км км;
- областного центра Барнаул около 200 км.

Ближайшие населённые пункты
Тушканиха 2 км, Отрада 6 км, Локоток 8 км, Саратовка 12 км.
Климат
В посёлке преобладают характерные климатические условия для Каменского района: зима морозная, средняя температура −20°С, лето достаточно тёплое — +18°-19°С. Годовое количество осадков 360 мм.
Транспорт
В посёлке имеется автобусная остановка общественного транспорта на автомагистрали Камень-на-Оби — Барнаул. С Барнаулом и другими городами и населенными пунктами район связан автодорогами и железнодорожными магистралями. По территории района проходит трасса Камень-на-Оби — Новосибирск и сеть автомобильных дорог, которая соединяет его с соседними деревнями и райцентром. В соседнем посёлке Новая Дубрава расположена железнодорожная станция с одноимённым названием.

## Население
| 1997 | 1998 | 1999 | 2000 | 2001 | 2002 | 2003 |
| ---- | ---- | ---- | ---- | ---- | ---- | ---- |
| 544  | ↘532 | ↘526 | ↘508 | ↗524 | ↘478 | ↗517 |
| 2004 | 2005 | 2006 | 2007 | 2008 | 2009 | 2010 |
| ↘513 | ↘495 | ↗520 | ↘504 | ↗510 | ↘468 | ↘464 |
| 2011 | 2012 | 2013 |      |      |      |      |
| ↗465 | ↘445 | ↘443 |      |      |      |      |

## История
После прихода в Сибирь советской власти, постановлением Сибревкома от 27 мая 1924 года было принято решение о волостном делении Алтайской губернии. Упразднялись старые границы волостей, образовывались новые районы и сельсоветы, среди которых был и Каменский район.
Посёлок Октябрьский создан в 1939 году, о чём упоминается в книге «Алтайский край: Административно-территориальное деление на 1 января 1973 года». Посёлок располагался в 15 км от посёлка Толстовского. Возникновение этих населённых пунктов связано с совхозным строительством и со строительством участков железной дороги Камень — Карасук и Камень — Алтайская (участков Средне-Сибирской магистрали).

## Инфраструктура
В посёлке работает МКОУ «Октябрьская средняя общеобразовательная школа» и Октябрьский детский сад, филиал МБДОУ «Детский сад № 189», есть Октябрьская сельская библиотека. Работает фельдшерский пункт, клуб, почта, крестьянско-фермерское хозяйство «Затонских О. Н.», лесоперерабатывающий комбинат.